# Ensemble Stadtpark mit Festwiese (Wiesengrund), Freilichtbühne, Schwanenteich, Slamer Friedhof, Bismarckturm, Loebenstein, Tietzstein
Das Ensemble Stadtpark mit Festwiese (Wiesengrund), Freilichtbühne, Schwanenteich, Slamer Friedhof, Bismarckturm, Loebenstein, Tietzstein ist ein Flächendenkmal innerhalb des Stadtgebietes von Spremberg. Es ist mit der Nummer 09125322-T als Flächendenkmal im Land Brandenburg eingetragen. Das Ensemble liegt beidseits der Bahnhofstraße, die vom innerstädtischen Marktplatz östlich auf rund 1200 Metern zum Bahnhof an der Berlin-Görlitzer Bahn führt.

## Stadtpark mit Festwiese

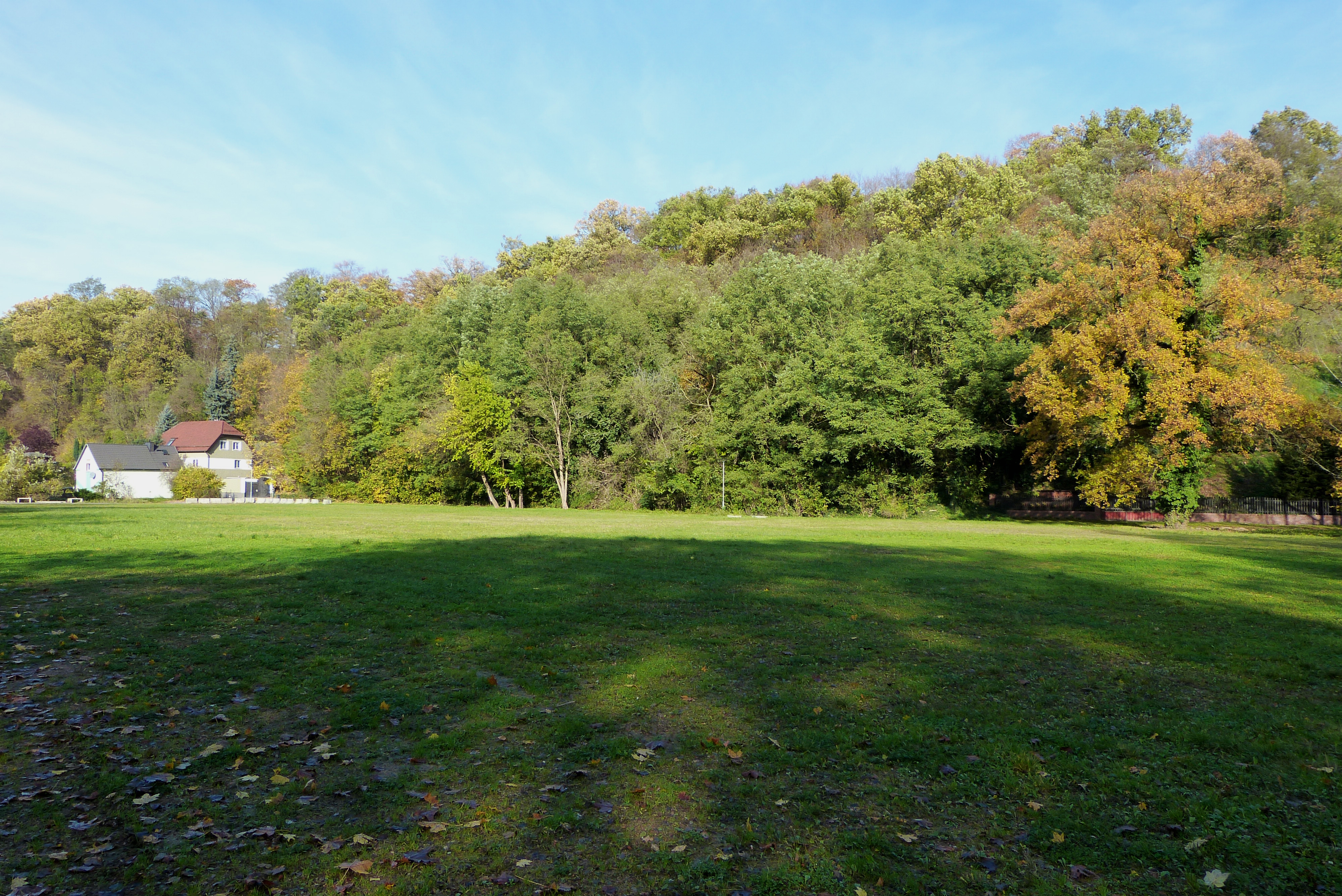
Festwiese

Der Stadtpark befindet sich auf dem Höhenzug des Georgenbergs, auf einem in sich geschlossenem Areal, welches durch unterschiedliche Wegesysteme erschlossen ist. Er wurde in den 1970er Jahren auf einem ehemaligen Friedhofsgelände angelegt. Der Friedhof war 1828 eröffnet und in Teilen noch bis ca. 1960 genutzt worden. Nach Sturmschäden im Jahr 1968 wurde entschieden, das gesamte Gelände als Friedhof aufzugeben und zum Stadtpark umzugestalten. Dabei wurde auch die dort befindliche St.-Georg-Kapelle, eines der ältesten Bauwerke der Stadt, abgerissen.
Heute (Stand Januar 2018) befinden sich im Stadtpark mehrere Gedenkstätten, so unter anderem ein russischer Soldatenfriedhof, ein deutscher Soldatenfriedhof, eine Gedenkstätte für die Opfer des Faschismus und eine Gedenkstätte für Opfer von Krieg und Gewaltherrschaft aus Spremberg. Außerdem befindet sich hier das Wahrzeichen der Stadt, der im Jahr 1903 erbaute Bismarckturm.
Die Festwiese befindet sich direkt am Fuße des Georgenberges und wird dabei durch die Spree von der Innenstadt getrennt. Die Festwiese ist teilweise befestigt und sonst als Rasenfläche vorhanden. Hauptnutzung erfolgt dabei durch Schausteller beim jährlich stattfindenden Heimatfest. Die Festwiese ist barrierefrei und unbebaut.

## Freilichtbühne

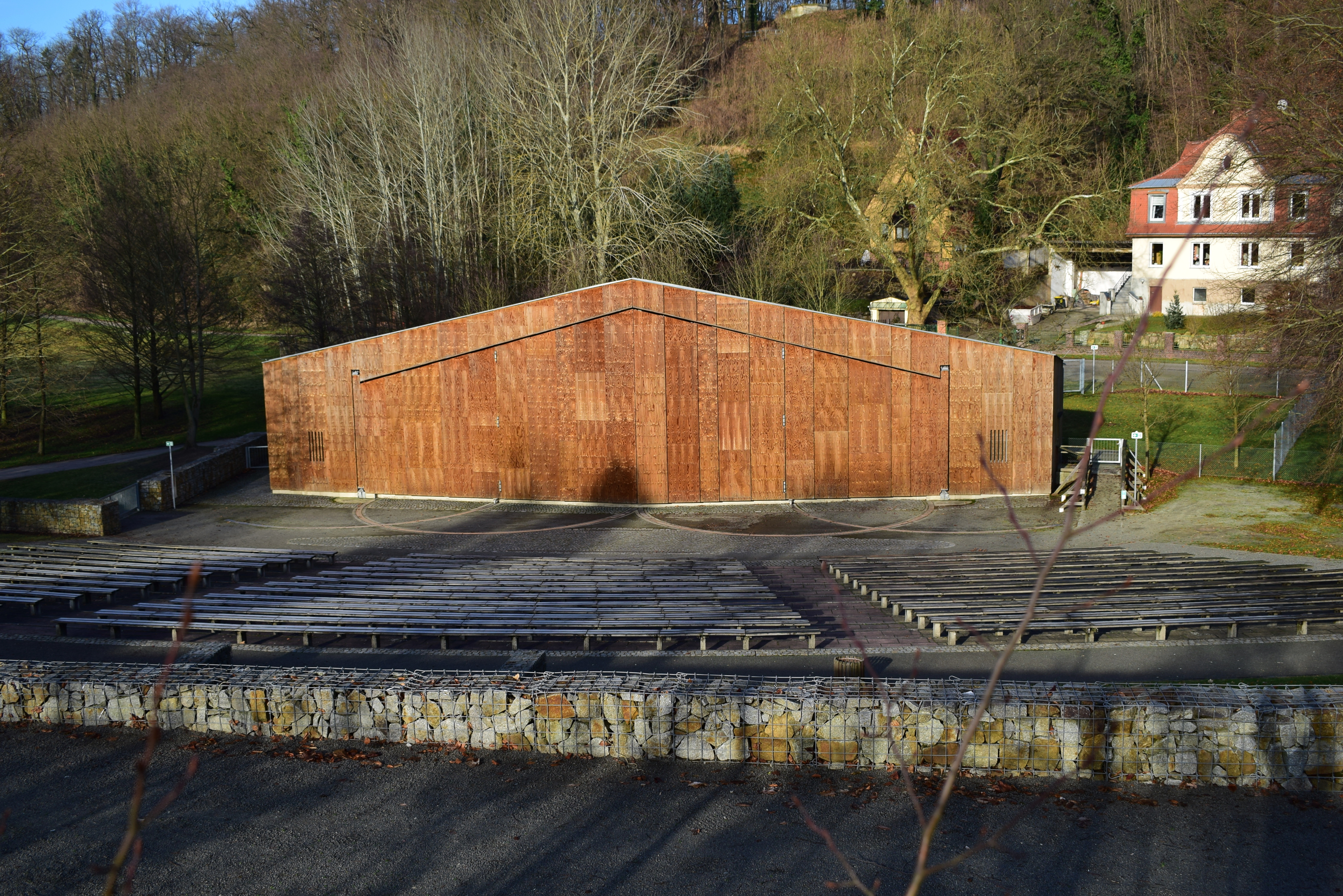
Freilichtbühne

Die Freilichtbühne Spremberg ist eine Veranstaltungsfläche südöstlich des Georgenberges. Die Sitzreihen sind dabei auf den künstlich aufgeschütteten 12 Meter hohen Hängen der daneben liegenden Bahnhofstraße angeordnet. Die Freilichtbühne wurde im Jahr 1954 angelegt. Die Veranstaltungsfläche bestand dabei aus einer offenen Bühne die an der Rückseite durch Betonelemente begrenzt war. In den Jahren 2009–2010 wurde die Freilichtbühne im Zuge des Wettbewerbs Europan 9 aus Mitteln des „Europäischen Fonds für regionale Entwicklung“ (EFRE) für 1,3 Millionen Euro großzügig umgebaut. Dabei entstand eine nun überdachte geschlossene Bühne, die über zwei große Tore an der Vorderfront komplett geöffnet werden kann. Weiterhin entstanden Aufenthaltsräume für Künstler, Toilettenanlagen und Stellflächen für gastronomische Versorgung.
Die Freilichtbühne ist barrierefrei über die angrenzende Festwiese erreichbar. Die Sitzreihen sind auf Grund der Hanglage nur in den unteren Rängen barrierefrei erreichbar.

## Schwanenteich

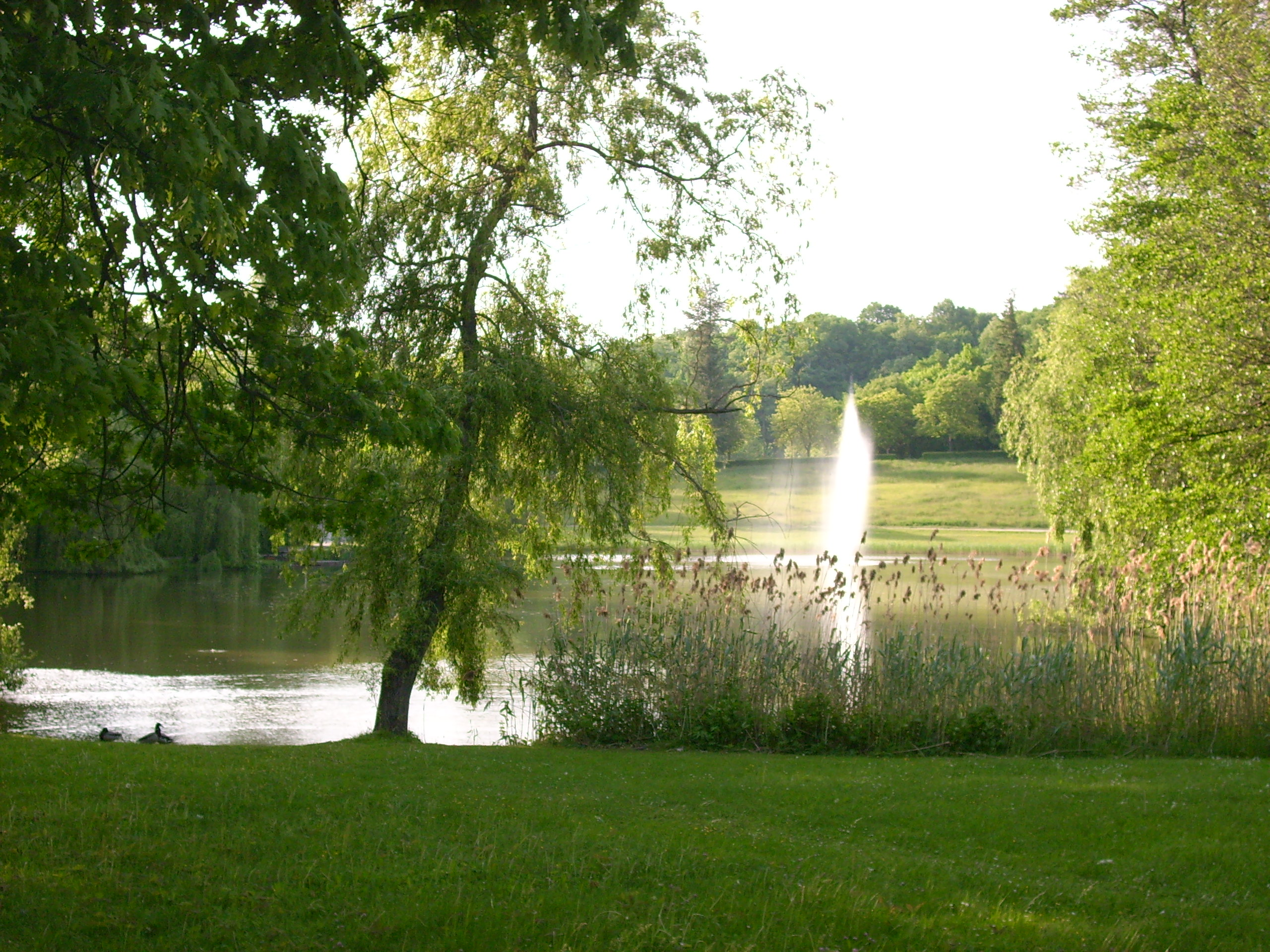
Schwanenteich

Der Schwanenteich befindet sich auf der gegenüberliegenden Seite der Freilichtbühne und ist ebenfalls durch den künstlich aufgeschütteten Damm der Bahnhofstraße begrenzt. Der Schwanenteich ist ein künstlich angelegter See, der durch die im Jahr 1926 beendeten Notstandsarbeiten beim Bau der Bahnhofstraße entstanden ist. Ursprünglich hieß er Schloßteich, nach dem direkt daneben liegenden Schloss Spremberg. Erst durch die spätere Schwanenhaltung setzte sich der jetzige Name durch.
Rund um den Schwanenteich befindet sich ein Teil eines Naturlehrpfades, der im Jahr 1954 übergeben wurde. Er hat eine Gesamtlänge von etwa dreieinhalb Kilometern und führt dabei um den Schwanenteich selbst über den Höhenzug des Georgenberges (Stadtpark) bis hin zum Eingangsportal des alten Georgenberg-Friedhofes.
Der Hang der Bahnhofstraße zum Schwanenteich bildet alljährlich zum traditionellen Feuerwerk des Heimatfestes eine Tribüne für tausende Zuschauer.

## Slamer Friedhof

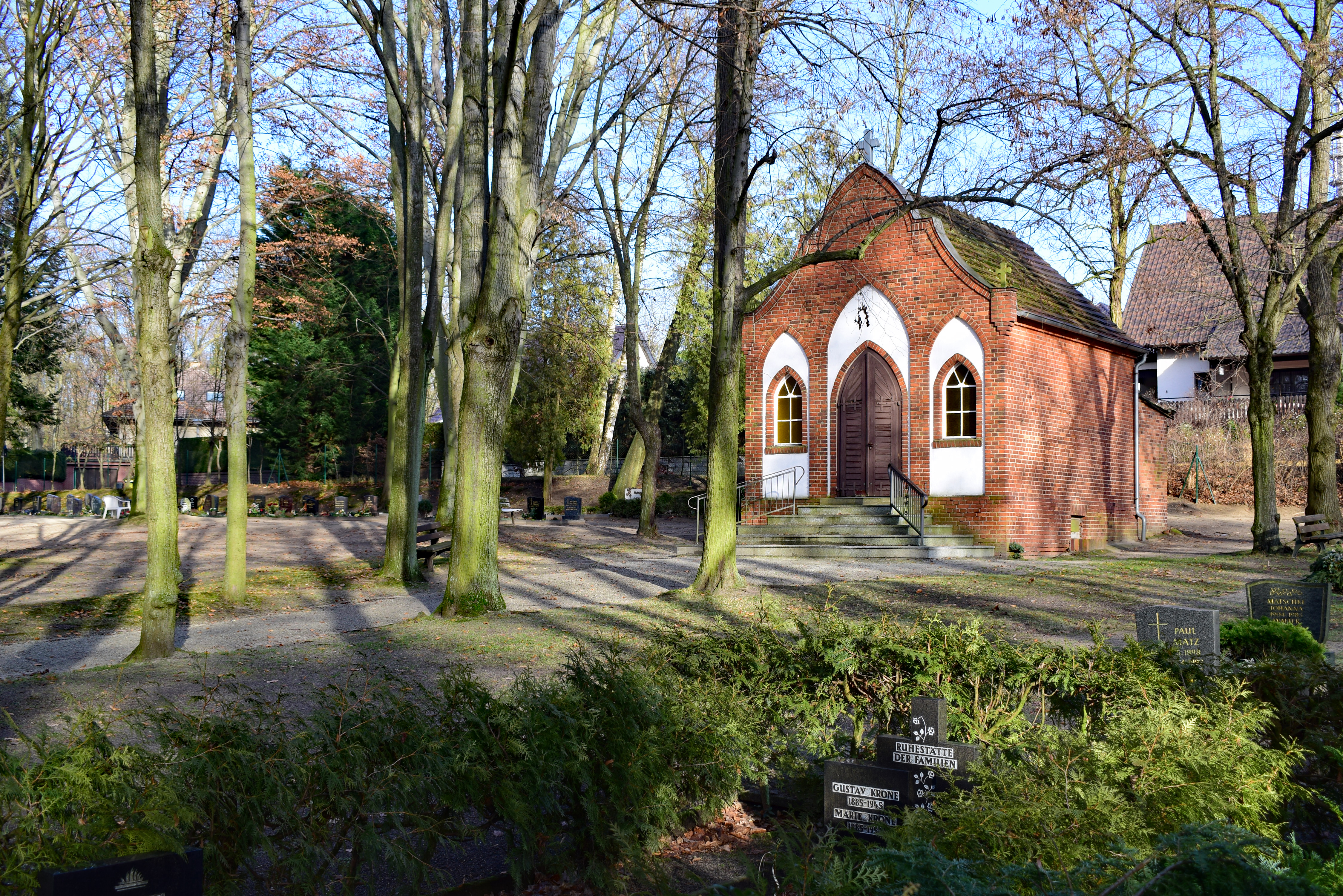
Slamer Friedhof

Der Slamer Friedhof ist eine Begräbnisstätte auf der Südseite des hier durch die Bahnhofstraße geteilten Georgenberges. Er gehört zu dem am 1. Januar 1946 nach Spremberg eingemeindeten Ort Slamen. Der Friedhof ist dicht von Wohnbebauung umgeben. Auf dem Friedhof befindet sich eine kleine Kapelle. Die Begräbnisflächen sind (Stand Januar 2018) nur zu ca. einem Drittel belegt. Auf Grund dieser Situation gibt es Überlegungen, in einer neuen Friedhofskonzeption, solche Friedhöfe zu schließen.

## Bismarckturm

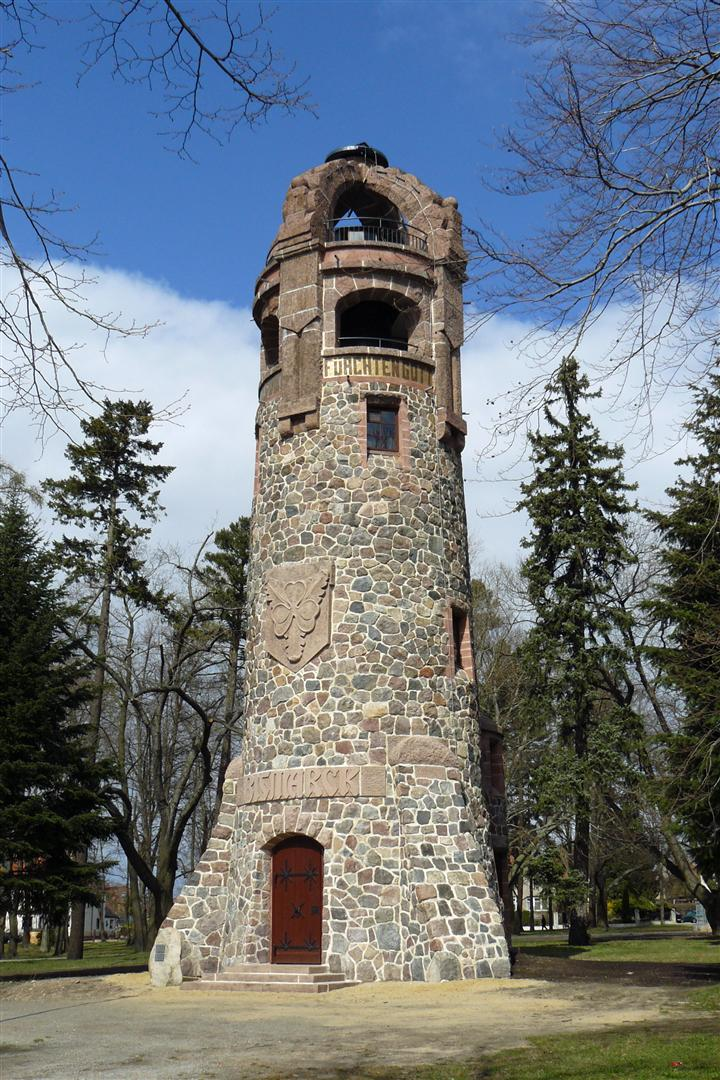
Bismarckturm

Der Spremberger Bismarckturm wurde aus Dankbarkeit gegenüber dem 1898 verstorbenen „Eisernen Kanzler“ Otto Fürst von Bismarck am steil aufsteigenden Georgenberg innerhalb des Stadtgebiets nach Plänen des Gubener Architekten Johannes Römmler errichtet. Der Turm ist auch aus großer Entfernung gut sichtbar.
Der Verschönerungsverein fasste auf seiner Generalversammlung am 1. April 1901 den Beschluss, in Spremberg einen Bismarckturm zu errichten. Hierzu wurde ein Bismarckkomitee gegründet, das am 13. April im Hotel Rautenkranz erstmals tagte und einen Spendenaufruf startete. Am 1. April 1902 erfolgte die Grundsteinlegung auf dem Georgenberg. Den Auftrag für den Bau erhielt die Firma Gundermann, der ihr aber wegen mangelhafter Ausführung im Sommer 1902 wieder entzogen wurde. Das Richtfest feierte man am 18. Oktober; der Termin für die Einweihung am 2. September wurde nicht eingehalten. Die Fertigstellung erfolgte bis zum 1. April 1903, zu Bismarcks 88. Geburtstag, durch den Spremberger Bauunternehmer Wilhelm Handrick. Die Feierlichkeit bestand aus drei Abschnitten: Um 16 Uhr weihte man den Turm ein. Um 17:30 Uhr fand ein Festessen im Hotel Sonne statt und ab 20 Uhr führte man im Gesellschaftshaus eigens für den Tag komponierte Gesangsstücke auf.
Der Turm besteht aus Ziegelmauerwerk und ist mit Natursteinquadern verblendet. Er hat zwei Aussichtsplattformen, von denen die obere als Krone ausgeformt ist. Seine Höhe beträgt 20,74 Meter. An der Rückfront befindet sich ein runder Anbau. Innerhalb des Turmes erreicht man beide Plattformen über eine eiserne Wendeltreppe.
Am oberen Ende des Turmes befindet sich eine Feuerschale, die jeweils zu Bismarcks Geburtstag zeitgleich mit allen Bismarcktürmen im Deutschen Reich gezündet wurde. An der Vorderseite ist über der Eingangstür aus Löbejüner Porphyr das Familienwappen der Bismarcks mit drei Eichenblättern und einem Kleeblatt angebracht. Unter der ersten Plattform reicht ein 60 Zentimeter hohes goldfarbenes Steinmosaik um den gesamten Turm und trägt, unterteilt in vier Abschnitten, die Inschrift „Wir Deutsche | fürchten Gott | sonst nichts | auf der Welt“, ein Ausspruch Bismarcks von 1888 vor dem Reichstag der komplett lautet: „Wir Deutsche fürchten Gott und sonst nichts auf der Welt und diese Gottesfurcht ist es schon, die uns den Frieden lieben und pflegen lässt“.
Die Wirren des Zweiten Weltkrieges hat der Bismarckturm schadlos überstanden. Lediglich die Kanone vor dem Turm wurde auf Anordnung des damaligen Landrates entfernt. Das IV. Reserve-Husarenregiment erbeutete sie am 23. August 1914 in der Schlacht bei Longwy von den Franzosen; sie wurde am 15. Juli 1916 vor dem Turm aufgestellt.
Der Bismarckturm wurde danach zum eigentlichen Wahrzeichen der Stadt Spremberg. Am 26. Juni 1950 wurde er in Ernst-Thälmann-Turm und am 21. Mai 1951 in Georgenbergturm umbenannt. Nach der politischen Wende erhielt er 1991 wieder seinen alten Namen. Am 1. April 2003 fand unter großer Anteilnahme der Spremberger Bevölkerung die 100-Jahr-Feier des Bismarckturmes statt. Als Ehrengast nahm Friedrich von Bismarck daran teil, Ur-Urneffe von Otto Fürst von Bismarck.
Am 15. April 2011 wurde damit begonnen, den Bismarckturm einer Generalinstandsetzung zu unterziehen. Besonders die Fugen der Naturstein-Verblendung hatten in den Jahren unter den Witterungseinflüssen erheblich gelitten. Diese und viele weitere Maßnahmen konnten mit einer Gesamtinvestitionssumme von 180.000 Euro, wobei 160.000 Euro aus dem Europäischen Fonds für Regionale Entwicklung (EFRE) bereitgestellt wurden, in den folgenden zwölf Monaten abgeschlossen werden. Am 5. Mai 2012 wurde der Bismarckturm feierlich wiedereröffnet.

## Loebenstein

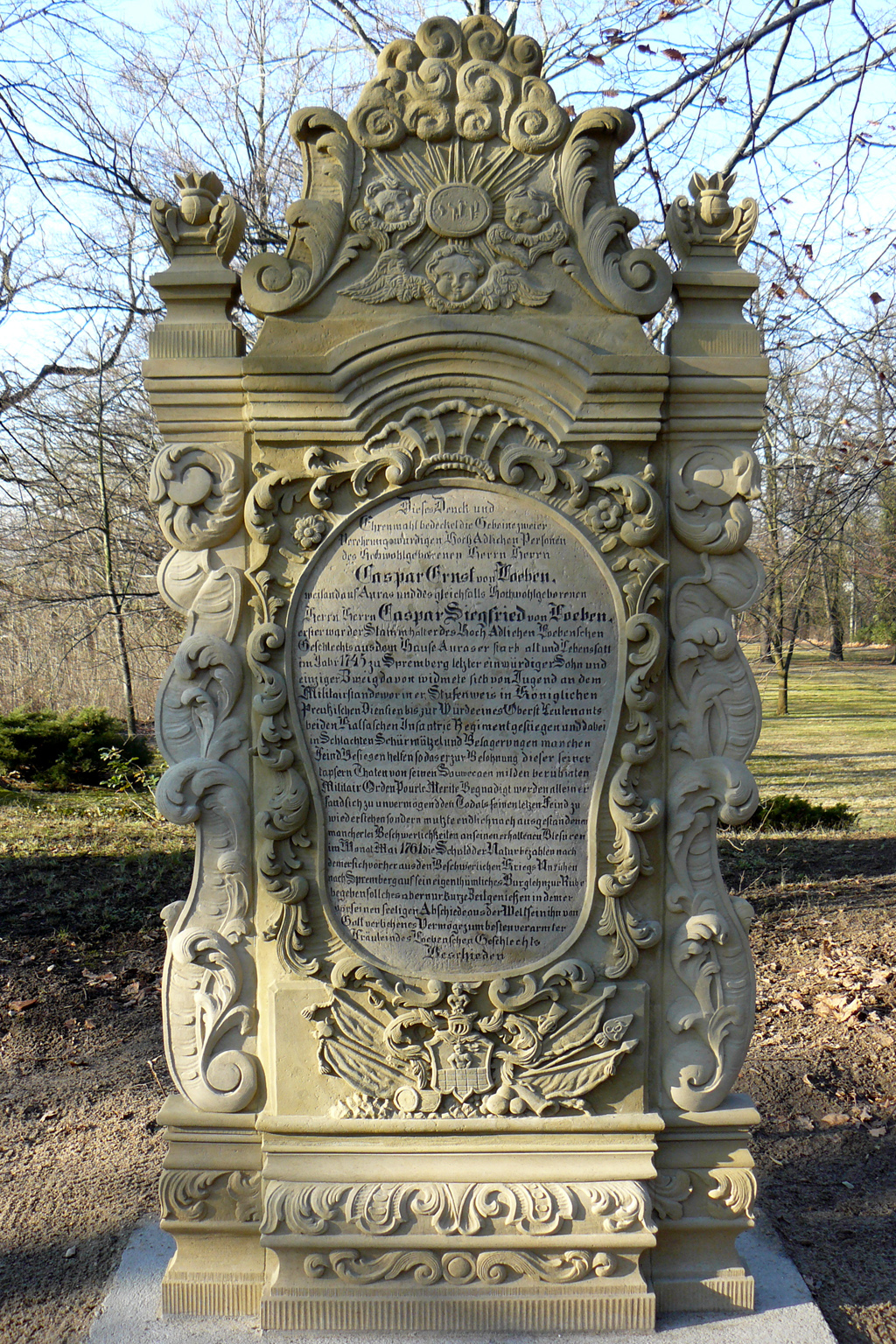
Loebenstein

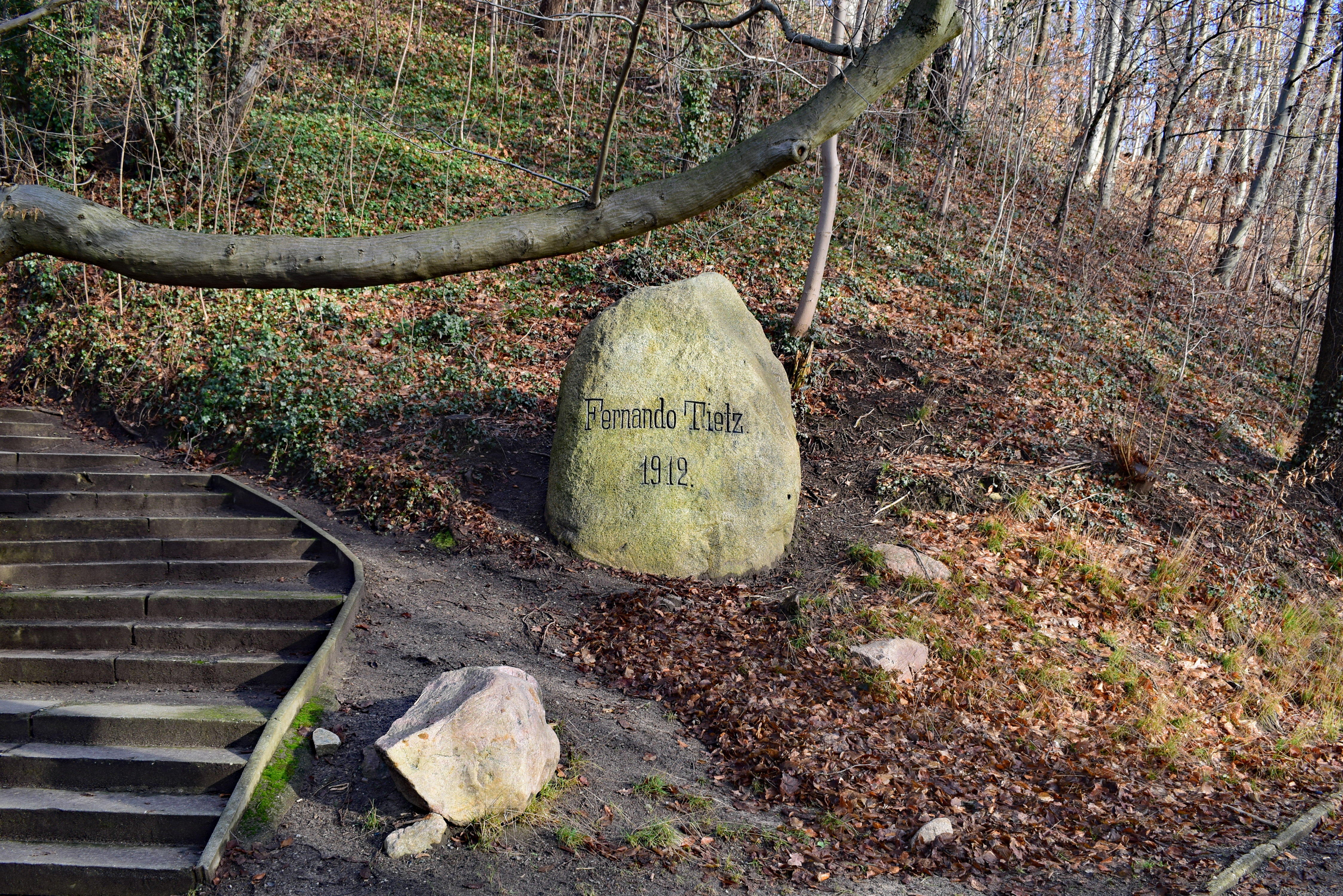
Tietzstein

Die Familie von Loeben gehörte einst zum schlesischen Uradel, die ihren Stammsitz im damaligen Loeben/Leubin/Löwen (heute Lewin Brzeski) hatte. In Raum Spremberg gehörten der Familie von Loeben größere Besitztümer als auch ein Burglehnhaus in der Innenstadt von Spremberg. Der Loebenstein ist ein 2,70 Meter hoher Gedenkstein aus Sandstein, der sich im westlichen Teil des Stadtparks in unmittelbarer Nähe zum Standort der ehemaligen St.-Georg.-Kapelle befindet.
Der Loebenstein enthält folgende Inschrift:
Dieses Denck und Ehrenmahl bedecket die Gebeine zweier Verehrungswürdigen Hoch Adligen Personen des Hochwohlgeborenen Herrn Caspar Ernst von Loeben, weiland auf Auras und des gleichfalls Hochwohlgeborenen Herrn Herrn Caspar Siegfried von Loeben, erster war der Stammhalter des Hoch Adlichen Loebenschen Geschlechts aus dem Hause Auras er starb alt und Lebenssatt im Jahr 1745 zu Spremberg letzter ein würdiger Sohn und einziger Zweig davon widmete sich von Jugend an den Militairstande worin er Stufenweis in Königlichen preußischen Diensten bis zur Würde eines Oberst Leutenants bei den Kalsaschen Infanterie Regiment gestiegen und dabei in Schlachten Scharmützel und Belagerung manchen Feind Besiegen helfen so das er zur Belohnung dieser seiner tapfern Thaten von seinen Souveraen mit den berühmten Militair Orden Pour le Merite Begnadigt worden allein er fand sich zu unvermögend den Tod als seinen letzten Feind zu wiederstehen sondern mußte endlich nach ausgestandenen mancherlei Beschwerlichkeiten an seinen erhaltenen Blesuren im Monat Mai 1761 die Schuld der Natur bezahlen nach dem er sich vorher aus den Beschwerlichen Kriegs Unruhen nach Spremberg auf sein eigenthümliches Burglehn zur Ruhe begeben sollches aber nur kurze Zeit genießen in dem er vor seinen seeligen Abschiede aus der Welt sein ihm von Gott verliehenes Vermöge zum besten verarmter Fräulein des Loebenschen Geschlechts Beschieden.
Ergänzung: Der Text enthält Angaben, die als falsch gelten, so unter anderem das Sterbejahr 1745 von Caspar Ernst von Loeben als auch der Name Kalsa des Oberst Leutnants des Infanterie-Regiments. Es wird angenommen, dass diese Daten entweder schon bei der Erstellung des Grabmales falsch übermittelt oder aber bei einer später stattgefundenen Restaurierung falsch nachgearbeitet wurden. Auch weicht der Text nach Transkription des alten ursprünglich vorhandenen Textes, welcher im Spremberger Heimatmuseum vorhanden ist, in sechs Worten von dem bei der Restaurierung im Jahr 2008 aufgebrachten Schrift leicht ab.

### Sanierung
Im Auftrag der Stadt Spremberg wurde der Loebenstein im Jahr 2008 einer umfangreichen Sanierung und Rekonstruktion unterzogen. Diese Arbeiten wurden dabei, anders als in der örtlichen Presse vermittelt, von dem Berliner Bildhauer Frank Kösler ausgeführt. Der in Zeitungsartikeln genannte Steinmetz Kops aus Spremberg war dabei lediglich für die De- und Montage des Grabsteines verantwortlich. Die veranschlagten Kosten für die Sanierung lagen bei ca. 15.000 Euro. Schwerpunkt war, die etwa 1500 Schriftzeichen der Inschrift zu erneuern und nachzuzeichnen. Außerdem war es notwendig, den gesamten Stein zu säubern und Teile des Loebensteins neu herzustellen, da sie entweder fehlten oder in einem so schlechten Zustand waren, dass sie nicht aufgearbeitet werden konnten.
Bei der Sanierung stellte man fest, dass zwischen den einzelnen Sandsteinen noch immer die originalen Verbindungsbolzen aus dem 18. Jahrhundert vorhanden waren. Dies ließ den Schluss zu, dass der Loebenstein nun erstmals umfangreich saniert wurde. Nach Abschluss aller Arbeiten, die insgesamt etwa 1200 Arbeitsstunden in Anspruch nahmen, konnte der Loebenstein, nur wenige Meter vom Originalstandort am 19. November 2008 wieder aufgestellt werden. Die Gesamtkosten dieser Maßnahme beliefen sich dann aber auf 39.500 Euro, was dem damaligen Spremberger Bürgermeister Klaus-Peter Schulze viel Kritik einbrachte.

## Tietzstein
Der Tietzstein ist ein großer Findling, der sich etwa auf halbem Wege zwischen Innenstadt und Bahnhof in der Bahnhofstraße befindet. Er markiert die Stelle des Aufstieges von der Bahnhofstraße hinauf zum Bismarckturm. Der Findling wurde 1907 bei Ausschachtungsarbeiten am damaligen Westbahnhof der Spremberger Stadtbahn gefunden. Auf der Vorderseite ist dabei der Name Fernando Tietz und das Jahr 1912 eingraviert und schwarz hinterlegt.
Der Tietzstein ist ein Gedenkstein für Fernando Tietz, der in Spremberg die Stadtapotheke führte und als Stadtrat und auch als Vorsitzender des örtlichen Verschönerungsvereins tätig war. Der Gedenkstein wurde erstmals 1912, nach dem Tod von Tietz, aufgestellt und später, nach dem Durchstich des Georgenberges beim Bau der Bahnhofstraße dorthin umgesetzt. Dem Verschönerungsverein unter Tietz ist es zu verdanken, dass auf dem Georgenberg im Jahr 1903 der Bismarckturm errichtet wurde. Ebenfalls setzte er sich dafür ein, den Georgenberg durch das planmäßige Anlegen von Wanderwegen und Treppenanlagen zu erschließen. Auch wurden unter seiner Führung Wanderwege dem Spreeverlauf folgend vom Pfortenplatz in der Innenstadt bis nach Wilhelmsthal in Cantdorf angelegt. Auch das Anlegen des Wilhelmsplatzes in den Jahren 1880 (östliche Seite) und 1883 (westliche Seite) fällt in seinen Wirkungsbereich.